# Сиэм, Рауль
Рауль Сиэм (эст. Raul Siem; род. 5 июня 1973) — эстонский предприниматель, юрист и политик, начиная с 21 апреля 2020 года министр внешней торговли и информационных технологий Эстонии во втором правительстве Юри Ратаса.

## Биография

### Образование и карьера
Окончил школу полиции Пайкузе, Эстонскую национальную академию обороны (1996) и юридический факультет Тартуского университета (2002).
В 1999—2007 являлся руководителем отдела взыскания задолженностей по налогам Налогово-таможенного департамента.
В 2007—2011 занимал пост заместителя директора Таллинской тюрьмы по вопросам безопасности и надзора.
В 2011—2018 являлся юридическим консультантом в адвокатском бюро «Advokaadibüroo Hansalaw».
В 2018 году был руководителем юридического бюро «OÜ Daan Õigusbüroo».
С 2019 по 2020 году был советником министра внутренних дел.
Рауль Сиэм владеет эстонским, английским, русским и финским языками.

### Политическая деятельность
Начиная с 2 августа 2016 года является членом Консервативной народной партии Эстонии.
На выборах в местные самоуправления 2017 года баллотировался в волостное собрание Раэ по списку Консервативной народной партии Эстонии набрал 164 голоса и стал членом местного собрания.
С сентября 2019 года являлся членом Комитета по мониторингу финансирования политических партий.
Советник министра внутрнних дел с 2019 года по 21 апреля 2020 года.
20 апреля 2020 года президент Эстонии Керсти Кальюлайд назначила Сиэма министром внешней торговли и информационных технологий.